# Capitoli di Hunter × Hunter

La copertina del primo volume dell'edizione italiana

Questa è una lista dei capitoli del manga Hunter × Hunter. La storia narra le avventure di un giovane ragazzo, Gon Freecss, che si mette in viaggio dal villaggio natale per diventare un "hunter" e andare alla ricerca del padre che non ha mai conosciuto.
La serie è scritta e disegnata dal mangaka Yoshihiro Togashi e pubblicata in Giappone sulla rivista Weekly Shōnen Jump. I singoli capitoli sono raccolti da Shūeisha in formato tankōbon. Il primo volume è uscito il 4 giugno 1998 e il 28 dicembre 2012 è stato pubblicato il 32º volume. In Italia, il manga viene pubblicato dalla Panini Comics nella collana Planet Manga dal 20 maggio 2004. Il 3 aprile 2008 è cominciata la pubblicazione di una ristampa.

## Volumi 1-10
| Nº | Titolo italiano Giapponese 「Kanji」 - Rōmaji | Data di prima pubblicazione         | Data di prima pubblicazione |
| Nº | Titolo italiano Giapponese 「Kanji」 - Rōmaji | Giapponese                          | Italiano                    |
| 1  | Data di partenza 「出発の日」 - Shuppatsu no hi | 4 giugno 1998 ISBN 4-08872-571-9    | 20 maggio 2004              |
| 1  | Capitoli - 1. Il giorno della partenza (日の出発?, Shūpatsu no hi) - 2. Nel cuore della tempesta (嵐の出会い?, Arashi no deai) - 3. La scelta definitiva (最終的な選択肢?, Kyūkyoku no sentaku) - 4. Il mostro Kiriko (魔獣 凶狸狐?, Majū Kiriko) - 5. L'inizio del primo esame - parte 1 (スタートの最初のテストパート1?, Dai ichi-ji shiken kaishi (1)) - 6. L'inizio del primo esame - parte 2 (の初めの最初の試験-パート2?, Dai ichi-ji shiken kaishi (2)) - 7. La libertà di ciascuno (自由の各?, Sorezore no riyū) - 8. Un altro nemico (別の敵?, Mō hitotsu no teki) |                                     |                             |
| 1  | Trama Gon Freecss è un bambino di dodici anni che vive sull'Isola Balena con la zia Mito, sua madre adottiva. Da quando tre anni prima ha scoperto da Kaito, un "cacciatore" professionista, che suo padre Gin, che lui non ha mai conosciuto, è vivo ed è uno dei migliori hunter al mondo, Gon desidera diventare un hunter per riuscire a trovarlo. Dopo aver vinto una scommessa con sua zia Mito, ottiene perciò il permesso di partecipare all'esame per diventare hunter. Imbarcatosi sulla nave che lo porterà al luogo dell'esame, Gon conosce altri giovani aspiranti hunter: Leorio e Kurapika. Proprio la nave si rivela essere la prima selezione dei candidati all'esame, che i tre passano. I tre giovani si trovano poi a dover affrontare altre prove fino a trovare i “navigatori”, le guide che li condurranno così finalmente alla sede dell'esame, dove trovano già radunati molti aspiranti hunter. L'esame incomincia con una prova di resistenza fisica e psicologica nella quale i partecipanti sono obbligati a seguire il velocissimo esaminatore Satotsu. Durante la corsa i tre conoscono Killua Zoldick, un ragazzino della stessa età di Gon, e Hisoka, un ambiguo personaggio. La prova continua con l'attraversamento di una palude piena di mostri, durante questa fase i partecipanti vengono però attaccati da Hisoka che, annoiato dalla facilità delle prove, decide di "aiutare" i giudici nel loro compito e velocizzare la selezione. |                                     |                             |
| 2  | L'offesa e la difesa e la nebbia 「霧の中の攻防」 - Kiri no naka no kōbō | 2 settembre 1998 ISBN 4-08-703098-9 | 17 giugno 2004              |
| 2  | Capitoli - 9. Battaglia nella nebbia (戦いの霧?, Kiri no naka no kōbō) - 10. Un compito inaspettato (予期せぬタスク?, Igai na kadai) - 11. Un risultato prevedibile (予想の結果?, Tōzen no kekka) - 12. La visita del presidente (訪問社長?, Kaichō sanjō) - 13. Gioco notturno - parte 1 (ゲームナイトパート1?, Mayonaka no Gēmu (1)) - 14. Gioco notturno - parte 2 (日の試合の夜-パート2?, Mayonaka no Gēmu (2)) - 15. A maggioranza (過半数?, Tasūketsu no michi) - 16. Gli avversari (反対派?, Jiren kan tōjō) - 17. Una scelta impossibile (の選択肢の可能性?, Fujiyū na nitaku) |                                     |                             |
| 2  | Trama Molti partecipanti si riuniscono per attaccare Hisoka ma egli, con le sue abilità nel combattimento, li uccide tutti, decidendo però di risparmiare Gon, Leorio e Kurapika, dal momento che vede in loro un potenziale che non vuole distruggere sul nascere. I tre arrivano quindi indenni al luogo della seconda prova, consistente in un esame di cucina. La prima parte del test richiede di saziare l'enorme appetito dell'esaminatore Buhara, catturando e cucinando un tipo di maiale gigante che abita nella foresta vicino. La più esigente Menchi sfida invece gli esaminandi a preparare un piatto sconosciuto a tutti: il sushi. Esasperata dai continui fallimenti e insoddisfatta dal gusto e dall'aspetto delle creazioni culinarie dei concorrenti, Menchi decide di bocciare tutti. L'intervento del presidente dell'Associazione Hunter, Netero, riporta in gara i partecipanti e permette loro di sostenere una prova sostitutiva: recuperare e cucinare un uovo di aquila-ragno. Gon, Leorio, Kurapika e Killua superano facilmente il test e vengono trasportati insieme con i rimanenti partecipanti sul dirigibile di Netero verso il luogo della terza prova. Gli esaminandi si ritrovano così sulla sommità della Torre Trabocchetto e devono arrivare alla base nel tempo limite di 72 ore. I quattro, in compagnia dell'infido Tompa, imboccano il percorso detto "Strada della Decisione a Maggioranza", basato su una continua serie di scelte e votazioni. Qui si trovano ad affrontare diverse scelte fino a trovarsi di fronte un gruppo di detenuti che devono affrontare singolarmente, riportando almeno tre vittorie per poter proseguire. Tompa va per primo ma si arrende subito, mentre Gon con astuzia conquista il suo punto. |                                     |                             |
| 3  | Fine 「決着」 - Kesshaku | 4 novembre 1998 ISBN 4-08-703105-5  | 22 luglio 2004              |
| 3  | Capitoli - 18. Due assi nella manica (2つのエースの袖?, Futatsu no kirifuda) - 19. La trappola della votazione (トラップの投票?, Tasūketsu no wana) - 20. Il momento delle scommesse (の瞬間に賭け?, Gyanburu daimu) - 21. La sfida finale (日、最後の挑戦?, Kesshaku) - 22. L'ultimo problema (日の最後の問題?, Saigo no mondai) - 23. I due nemici (日の2つの敵?, Futari no teki) - 24. Un allenamento speciale (特訓?, Tokkun) - 25. Il secondo giorno (2日目?, Futsukame) - 26. La vigilia della battaglia finale (日の前夜、最後の戦い?, Kekken zen'ya) |                                     |                             |
| 3  | Trama Kurapika sconfigge il suo avversario, ma questi sviene prima di essersi arreso e il punto viene messo in discussione. I cinque scoprono così che l'obiettivo dei detenuti è far perdere tempo ai candidati per vedersi ridotta la pena di un numero di anni pari alle ore di ritardo procurate. Leorio scommette contro la sua avversaria e riesce prima a far assegnare il punto a Kurapika, ma poi perde il suo match e 50 ore del tempo a disposizione per arrivare alla base della torre. Killua infine risolve la situazione vincendo il suo scontro con il criminale Johnes "lo Smembratore", al quale strappa il cuore dal petto, uccidendolo. Successivamente i cinque devono trascorrere chiusi in una stanza le 50 ore perse da Leorio e, col poco tempo rimasto, superare diverse altre trappole e ostacoli. Alla fine, grazie all'intuizione di Gon, riescono a raggiungere la base della torre proprio allo scadere del tempo limite, passando così la prova. I ventiquattro candidati rimasti vengono trasferiti sull'isola Zebir, luogo della quarta prova: una caccia alle targhette col numero d'iscrizione all'esame, ogni esaminando estrae a sorte il numero della targhetta di un altro partecipante, che sarà il suo bersaglio. La targhetta bersaglio vale tre punti, la propria tre punti, ogni altra un punto. Per passare l'esame bisogna accumulare sei punti in una settimana. Gon pesca il numero #44 di Hisoka e si allena con la canna da pesca, capendo che l'unico modo per sottrargli la targhetta è di agganciarla quando il suo avversario attacca. Comincia così a pedinare Hisoka in attesa del momento giusto. Leorio intanto viene raggirato da Tompa e perde la sua targhetta ma la recupera poco dopo grazie all'intervento di Kurapika. I due decidono così di collaborare per superare la prova ma vengono presi di mira da Hisoka. |                                     |                             |
| 4  | Esami finali iniziano! 「最終試験開始！」 - Saishū shiken kaishi! | 4 febbraio 1999 ISBN 4-08-872672-3  | 12 agosto 2004              |
| 4  | Capitoli - 27. Una situazione rischiosa (危険な状況で?, Isshokusokuhatsu) - 28. Un grosso debito (多額の借金?, Ōki na kari) - 29. La caccia di Killua (狩猟の?, Kirua no bai) - 30. Una trappola strisciante (トラップに忍び寄る?, Ugomeku wana) - 31. A un passo dalla morte... (死からの1つのステップ?, Kyūshi ni...) - 32. Come sarà l'ultimo esame? (最終試験になるのは何ですか？?, Saishū shiken wa...?) - 33. L'inizio dell'esame finale! (初めには、最終的な?, Saishū shiken kaishi!) - 34. La prima promozione (最初の昇進?, Koukaku dai ichi-gō) - 35. La luce e le tenebre - parte 1 (光と闇の中-パート1?, Hikari to yami (1)) |                                     |                             |
| 4  | Trama Sfruttando l'occasione Gon ruba la targhetta a Hisoka ma, mentre si allontana, viene colpito con un dardo paralizzante da Geretta che ruba la sua targhetta. Tuttavia, dopo aver decapitato Geretta, Hisoka trova Gon e gli restituisce la targhetta complimentandosi con lui per l'abilità nella caccia. Umiliato dal gesto di carità dell'avversario, Gon si ricongiunge con Leorio e Kurapika per aiutarli a ottenere le loro targhette. Leorio trova il suo bersaglio Ponzu in una grotta, ma entrando cade nella trappola posta da Barbon e rimane prigioniero insieme con la ragazza. L'intervento di Gon libera tutti dalla grotta e permette a Leorio di ottenere la targhetta di Ponzu. Alla fine della settimana i nove candidati che hanno totalizzato 6 punti affrontano la prova finale: un torneo di combattimento in cui basta una sola vittoria per essere promossi, mentre il solo a non ottenere una vittoria sarà l'unico bocciato. Per vincere bisogna costringere l'avversario ad ammettere la sconfitta, mentre ucciderlo vale la bocciatura. Il primo incontro è tra Gon e Hanzo. Pur in netta difficoltà Gon rifiuta di ammettere la sconfitta, anche a costo di molte ferite e ossa rotte. Hanzo capisce di non poterlo costringere alla resa e si arrende dopo aver tramortito il suo avversario. Il giorno dopo, Gon si risveglia e l'esaminatore Satotsu si complimenta con lui per la promozione convincendolo ad accettarla. Gli racconta inoltre che la prova finale si è conclusa e che l'unica persona ad essere stata eliminata è Killua, per aver ucciso un avversario. |                                     |                             |
| 5  | Jin = Freecss 「ジン＝フリークス」 - Jin Furīkusu | 30 aprile 1999 ISBN 4-08-872713-4   | 16 settembre 2004           |
| 5  | Capitoli - 36. La luce e le tenebre - parte 2 (光と闇の中-パート2?, Hikari to yami (2)) - 37. La luce e le tenebre - parte 3 (光と闇の中-パート3?, Hikari to yami (3)) - 38. Jin Freecss (ジン?, Jin Furīkusu) - 39. Gli intrusi (侵入?, Shinnyūsha) - 40. La famiglia Zoldick - parte 1 (ゾルディック家(1)?, Zorudikku ke (1)) - 41. La famiglia Zoldick - parte 2 (ゾルディック家(2)?, Zorudikku ke (2)) - 42. La famiglia Zoldick - parte 3 (ゾルディック家(3)?, Zorudikku ke (3)) - 43. La famiglia Zoldick - parte 4 (ゾルディック家(4)?, Zorudikku ke (4)) - 44. La torre celeste (天上トレ?, Tenkū tōgijō) |                                     |                             |
| 5  | Trama Durante l'incontro tra Killua e Gittarakur, quest'ultimo si è rivelato essere suo fratello Illumi, mascherato da una speciale tecnica di agopuntura che deforma i tratti somatici. Il giovane spiega di essersi iscritto all'esame per evitare che Killua ottenesse la licenza di hunter, dal momento che la famiglia Zoldick intende farlo diventare un assassino, come tutti i suoi membri. Killua viene dunque indotto da Illumi a ritirarsi dal combattimento e successivamente uccide Bodoro, un altro esaminando, venendo così squalificato. Appreso ciò, Gon raggiunge gli altri e, affrontando Illumi, lo costringe a rivelare che Killua è tornato alla residenza di famiglia sulla Kukuru Mountain. Gon, Kurapika e Leorio decidono quindi di raggiungere Killua ma, arrivati alla tenuta degli Zoldick, scoprono che per accedervi è necessario superare diverse prove. Aiutati dai custodi, dopo 20 giorni di allenamento, riescono ad aprire la "porta della verifica" e poi a superare Kanaria, un'apprendista domestica che impedisce loro di proseguire. Accompagnati da quest'ultima raggiungono così la residenza dei domestici dove incontrano Killua, quest'ultimo dopo aver parlato con il padre ha ricevuto il suo permesso di vivere la vita a suo piacimento. Ripartiti i quattro si separano subito dandosi appuntamento il 1º settembre a York Shin City: Kurapika cercherà lavoro come hunter, mentre Leorio deve studiare per entrare alla facoltà di medicina, Gon invece, che deve allenarsi per combattere Hisoka, decide con Killua di guadagnare soldi ed esperienza combattendo nell'Arena Celeste, un edificio di 251 piani. Qui, i due affrontano il loro primo incontro salendo subito al 50º piano. |                                     |                             |
| 6  | HISOKA condizioni 「ヒソカの条件」 - Hisoka no jōken | 4 ottobre 1999 ISBN 4-08-872749-5   | 21 ottobre 2004             |
| 6  | Capitoli - 45. Il Ren (レン?, Ren) - 46. Il Nen (ネン?, Nen) - 47. Il muro invisibile (見えない壁?, Mienai kabe) - 48. La condizione di Hisoka (条件ヒソカ?, Hisoka no jōken) - 49. L'inizio della battaglia (その戦いが始まる?, Sentō kaishi!!) - 50. Lo Zetsu (ゼツ?, Zetsu) - 51. Concentrarsi sull'obiettivo (点?, Ten) - 52. Kastro (カストロ?, Kasutoro) - 53. Il doppio (ダブル?, Daburu) - 54. Le cause della sconfitta (その理由は、敗北?, Hisoka no jōken) |                                     |                             |
| 6  | Trama Raggiunto il 50º piano Gon e Killua conoscono Zushi, un ragazzo che è all'Arena Celeste per allenarsi con il suo maestro Wing. Subito dopo Killua deve combattere contro Zushi, e si trova di fronte a un potere del quale, benche non lo conosca, capisce la potenza, e che associa subito a quello di suo fratello. Desiderosi di saperne di più Gon e Killua chiedono a Wing, il maestro di Zushi, il quale dà loro una spiegazione vaga sullo ”infiammare lo spirito”. Intanto i due ragazzi, usando solo un unico colpo, raggiungono il 200º piano e qui trovano ad aspettarli Hisoka, il quale con la sua aura impedisce loro di avanzare, dicendo che per loro è ancora troppo presto per essere lì. Wing a quel punto interviene per salvarli e spiega finalmente loro il vero Nen, grazie al suo intervento Gon e Killua possono accedere alla classe del 200º piano, dove si combatte solo per l'onore. Con gli insegnamenti di Wing i due ragazzi apprendono con rapidità sbalorditiva le basi del Nen, consistente nel padroneggiare l'aura che ognuno ha dentro di sé. Nonostante le poche conoscenze Gon partecipa a un incontro ma, per un suo azzardo, perde e rimane ferito. Durante la convalescenza Wing gli vieta di allenarsi nel Nen e anche Killua sospende gli allenamenti per aspettarlo. Nel frattempo Kurapika, non conoscendo ancora il Nen, viene respinto per un lavoro come blacklist hunter. Si svolge intanto l'incontro tra Hisoka e Kastro, durante il quale Killua può finalmente vedere all'opera il vero potere di Hisoka. |                                     |                             |
| 7  | Ora 「これから」 - Kore kara | 22 dicembre 1999 ISBN 4-08-872788-6 | 18 novembre 2004            |
| 7  | Capitoli - 55. Hisoka (ヒソカ?, Hisoka wa...) - 56. L'allenamento ricomincia (最初の訓練?, Shūgyō saikai) - 57. La promessa (約束?, Yakusoku) - 58. Il rematch (再び顔を合わせること?, Saisen) - 59. Idoneo (資格?, Kyūdai) - 60. La promozione (成功?, Gōkaku) - 61. La sfida decisiva (決定的な試合?, Kessen) - 62. Fare sul serio (レアル?, Honki) - 63. L'inizio della sfida (それは初めだけです?, Kore kara) |                                     |                             |
| 7  | Trama Sconfitto Kastro, Hisoka viene curato da una ragazza, abile nell'utilizzo del Nen, che gli comunica la riunione dei membri del gruppo di cui entrambi fanno parte (la Brigata Fantasma) a York Shin City. Terminato il periodo di convalescenza di Gon, lui e Killua riprendono gli allenamenti col Nen, compiendo in poco tempo notevoli progressi, e riuscendo così a vincere gli incontri contro alcuni avversari che prima li avevano “ricattati” pensando di ottenere delle facili vittorie. Dopo mesi di allenamento sotto la guida di Wing, Gon e Killua superano l'esame sull'apprendimento del Nen, che per Gon significa anche il superamento dell'esame segreto per Hunter, per i quali conoscere il Nen è fondamentale. Viene finalmente il momento dell'incontro fra Gon e Hisoka: nonostante i miglioramenti Gon è ancora lontano dal livello dell'avversario ma, grazie a un'astuzia, riesce a restituire il pugno a Hisoka e gli rende perciò la targhetta dell'esame Hunter. Dopo uno scontro pieno di colpi di scena, Gon viene comunque sconfitto per K.O. tecnico ma Hisoka nota in lui un grande potenziale, tanto che sceglie di non eliminarlo per riaffrontarlo in futuro, quando sarà diventato più maturo e forte. Hisoka invece, ottenute le dieci vittorie, ha diritto ad affrontare uno dei ventuno signori di piano, fra i combattenti più forti al mondo. Conclusa l'avventura all'Arena Celeste, i due ragazzi decidono di andare a casa di Gon per incontrare la zia Mito. |                                     |                             |
| 8  | Corrente d'asta! 「オークション開催！！」 - Ōkushon kaisai!! | 4 aprile 2000 ISBN 4-08-872847-5    | 16 dicembre 2004            |
| 8  | Capitoli - 64. Ritorno a casa (ジンについて?, Jin ni tsuite) - 65. A proposito di Jin (ジンについて?, Jin no koto) - 66. Il nastro (テープ?, Tēpu) - 67. Il palazzo del collezionista di corpi umani - parte 1 (人体収集家の館(1)?, Jindai shūshūka no yakata (1)) - 68. Il palazzo del collezionista di corpi umani - parte 2 (人体収集家の館(2)?, Jindai shūshūka no yakata (2)) - 69. Greed Island (グリードアイランド?, Gurīdo Airando) - 70. Verso York Shin (ヨークシンへ?, Yōku Shin e) - 71. L'apertura dell'asta (オークション開催！！?, Ōkuchon kaisai!!) - 72. Il primo settembre - parte 1 (9月1日(1)?, Kyū gatsu tsuitachi (1)) - 73. Il primo settembre - parte 2 (9月1日(2)?, Kyū gatsu tsuitachi (2)) |                                     |                             |
| 8  | Trama Tornati dalla zia Mito, Gon e Killua, tramite una misteriosa scatola lasciata a Gon dal padre, scoprono l'esistenza di un videogioco chiamato Greed Island. Il giovane è sicuro che il gioco contenga indizi per trovare il padre, e i due incominciano perciò a informarsi su come ottenerne una copia. Scoprono così che il gioco è un pezzo da collezione introvabile per la sua rarità, ma con le informazioni date a Killua dal fratello Milluki, apprendono che all'annuale asta di York Shin City ne saranno messe in vendita alcune copie. Gon e Killua decidono così di andare a York Shin per guadagnare i soldi necessari all'acquisto. Qui ritrovano anche Leorio, giunto in città per l'incontro programmato, che saputa la loro storia si unisce a loro per aiutarli. Intanto Kurapika, appreso l'uso del Nen, viene ingaggiato con altri Hunter dalla famiglia mafiosa dei Nostrad per proteggere la figlia del capo, Neon, una ragazza con il potere Nen di fare predizioni. Kurapika e il resto della guardia personale, comprendente anche la giovane hunter Senritsu, si recano quindi a York Shin City per scortare Neon all'asta clandestina e aggiudicarsi alcuni pezzi. Tuttavia anche la Brigata Fantasma, il gruppo di ladri che ha sterminato il clan di Kurapika, vuole rubare gli oggetti dell'asta clandestina. Una previsione di Neon Nostrad rivela il pericolo della partecipazione all'asta, inducendo il padre a non permetterle di assistervi, partecipano solo tre componenti della sua guardia personale, per acquistare gli oggetti voluti dal boss. Durante l'asta fa la sua comparsa la Brigata Fantasma che stermina tutti i partecipanti e si appresta a rubare i tesori dal caveau. |                                     |                             |
| 9  | Il primo settembre 「9月1日」 - Kugatsu tsuitachi | 4 luglio 2000 ISBN 4-08-872890-4    | 3 febbraio 2005             |
| 9  | Capitoli - 74. Il primo settembre - parte 3 (9月1日(3)?, Kyū gatsu tsuitachi (3)) - 75. Il primo settembre - parte 4 (9月1日(4)?, Kyū gatsu tsuitachi (4)) - 76. Il primo settembre - parte 5 (9月1日(5)?, Kyū gatsu tsuitachi (5)) - 77. Il primo settembre - parte 6 (9月1日(6)?, Kyū gatsu tsuitachi (6)) - 78. Il primo settembre - parte 7 (9月1日(7)?, Kyū gatsu tsuitachi (7)) - 79. Il due settembre - parte 1 (9月2日(1)?, Kyū gatsu futsuka (1)) - 80. Il due settembre - parte 2 (9月2日(2)?, Kyū gatsu futsuka (2)) - 81. Il due settembre - parte 3 (9月2日(3)?, Kyū gatsu futsuka (3)) - 82. Il due settembre - parte 4 (9月2日(4)?, Kyū gatsu futsuka (4)) - 83. Il due settembre - parte 5 (9月2日(5)?, Kyū gatsu futsuka (5)) |                                     |                             |
| 9  | Trama La Brigata Fantasma, scoperto che tutti gli oggetti dell'asta erano già stati portati via da uno degli Injyiuu per ordine dei dieci Anziani della Mafia, decide di far uscire allo scoperto gli Injyiuu per capire dove sono i tesori dell'asta. La mafia intanto scopre cos'è avvenuto all'asta e decide di vendicare il furto degli oggetti e la sparizione dei clienti; tutti i gruppi delle diverse famiglie mafiose fanno perciò a gara per catturare i responsabili, mentre i dieci Anziani incaricano anche gli Injyiuu, i loro combattenti più forti. Raggiunti i componenti della Brigata fantasma diversi esponenti della mafia si scontrano con Uborghin, il quale li elimina con grande facilità, considerandoli a mala pena un riscaldamento in attesa degli Injyiuu. Quando quattro componenti degli Injyiuu arrivano Uborghin li affronta e, nonostante le loro straordinarie abilità Nen, li elimina. Intanto Kurapika, seguendo le indagini con il suo gruppo, si trova più che mai vicino al suo obbiettivo di sempre: distruggere gli assassini del suo clan. Dopo l'uccisione degli Injyiuu, Kurapika cattura Uborghin. In seguito grazie all'intervento dei suoi compagni Ubo viene liberato e, dopo aver ucciso il leader del gruppo di protezione di Neon, si mette alla ricerca di Kurapika desideroso di vendicarsi. Trovato Kurapika, Ubo lo affronta in uno scontro senza esclusione di colpi, durante il quale Kurapika mostra finalmente tutte le abilità Nen apprese e perfezionate durante l'allenamento col proprio maestro. |                                     |                             |
| 10 | Il tre settembre 「9月3日」 - Kugatsu mikka | 2 novembre 2000 ISBN 4-08-873021-6  | 7 aprile 2005               |
| 10 | Capitoli - 84. Il due settembre - parte 6 (9月2日(6)?, Kyū gatsu futsuka (6)) - 85. Il tre settembre - parte 1 (9月3日(1)?, Kyū gatsu mikka (1)) - 86. Il tre settembre - parte 2 (9月3日(2)?, Kyū gatsu mikka (2)) - 87. Il tre settembre - parte 3 (9月3日(3)?, Kyū gatsu mikka (3)) - 88. Il tre settembre - parte 4 (9月3日(4)?, Kyū gatsu mikka (4)) - 89. Il tre settembre - parte 5 (9月3日(5)?, Kyū gatsu mikka (5)) - 90. Il tre settembre - parte 6 (9月3日(6)?, Kyū gatsu mikka (6)) - 91. Il tre settembre - parte 7 (9月3日(7)?, Kyū gatsu mikka (7)) - 92. Il tre settembre - parte 8 (9月3日(8)?, Kyū gatsu mikka (8)) - 93. Il tre settembre - parte 9 (9月3日(9)?, Kyū gatsu mikka (9)) |                                     |                             |
| 10 | Trama Fuori dalla città, Kurapika combatte e uccide Uborghin sfruttando il potere delle sue catene. Intanto, anche Gon, Killua e Leorio vengono messi sulle tracce della Brigata da un'asta clandestina organizzata dalla mafia dopo la sconfitta degli Injyiuu. I tre, grazie a un lungo appostamento, riescono a trovare due membri dell'organizzazione, Machi e Nobunaga ma Killua e Gon, nel tentativo di seguirli, vengono catturati e portati al covo dell'organizzazione per essere interrogati riguardo Kurapika. Pur non riuscendo a ricavare delle informazioni, Nobunaga si dimostra interessato ai due e decide di trattenerli per farli incontrare con Quoll Lucifer, il leader della Brigata Fantasma. |                                     |                             |

## Volumi 11-20
| Nº | Titolo italiano Giapponese 「Kanji」 - Rōmaji | Data di prima pubblicazione        | Data di prima pubblicazione |
| Nº | Titolo italiano Giapponese 「Kanji」 - Rōmaji | Giapponese                         | Italiano                    |
| 11 | Il quattro settembre 「9月4日」 - Kugatsu yokka | 2 marzo 2001 ISBN 4-08-873087-9    | 3 giugno 2005               |
| 11 | Capitoli - 94. Il tre settembre - parte 10 (9月3日(10)?, Kyū gatsu mikka (10)) - 95. Il tre settembre - parte 11 (9月3日(11)?, Kyū gatsu mikka (11)) - 96. Il tre settembre - parte 12 (9月3日(12)?, Kyū gatsu mikka (12)) - 97. Il tre settembre - parte 13 (9月3日(13)?, Kyū gatsu mikka (13)) - 98. Il tre settembre - parte 14 (9月3日(14)?, Kyū gatsu mikka (14)) - 99. Il tre settembre - parte 15 (9月3日(15)?, Kyū gatsu mikka (15)) - 100. Il tre settembre - parte 16 (9月3日(16)?, Kyū gatsu mikka (16)) - 101. Il tre settembre - parte 17 (9月3日(17)?, Kyū gatsu mikka (17)) - 102. Il quattro settembre - parte 1 (9月4日(1)?, Kyū gatsu yokka (1)) - 103. Il quattro settembre - parte 2 (9月4日(2)?, Kyū gatsu yokka (2)) |                                    |                             |
| 11 | Trama Gon e Killua riescono a fuggire dal covo nemico. Nel frattempo nonostante i disordini e i pericoli connessi, viene deciso di organizzare lo stesso una seconda asta, con misure di sicurezza eccezionali e con la presenza di una coppia di assassini professionisti della famiglia Zoldick. Anche in quest'asta riesce però a infiltrarsi la Brigata Fantasma e, nonostante l'asta si svolga regolarmente, ciò che viene venduto sono solo copie dei pezzi originali. Intanto Quoll riesce a rubare il potere di previsione di Neon e dà ordine ai suoi compagni di scendere in campo massacrando tutti i membri della mafia. Combatte poi contro gli Zoldick, i quali riescono quasi a eliminarlo. Tuttavia il combattimento non viene portato a termine a causa della morte dei dieci Anziani, i mandanti degli Zoldick, uccisi da Illumi, per cui la coppia di assassini si ritira essendo venuti meno i loro mandanti. La Brigata Fantasma fa credere alla mafia di esser stata eliminata, e Kurapika si ricongiunge con Gon e gli altri, cui racconta i suoi segreti. Intanto, Quoll comunica alla Brigata un cambio di programma ma Nobunaga non è d'accordo e Quoll gli ordina di rispondere.           |                                    |                             |
| 12 | Il quattro settembre: Parte 2 「9月4日 その2」 - Kugatsu yokka sono ni | 4 luglio 2001 ISBN 4-08-873135-2   | 4 agosto 2005               |
| 12 | Capitoli - 104. Il quattro settembre - parte 3 ((9月4日(3)?, Kyū gatsu yokka (3)) - 105. Il quattro settembre - parte 4 ((9月4日(4)?, Kyū gatsu yokka (4)) - 106. Il quattro settembre - parte 5 ((9月4日(5)?, Kyū gatsu yokka (5)) - 107. Il quattro settembre - parte 6 ((9月4日(6)?, Kyū gatsu yokka (6)) - 108. Il quattro settembre - parte 7 ((9月4日(7)?, Kyū gatsu yokka (7)) - 109. Il quattro settembre - parte 8 ((9月4日(8)?, Kyū gatsu yokka (8)) - 110. Il quattro settembre - parte 9 ((9月4日(9)?, Kyū gatsu yokka (9)) - 111. Il quattro settembre - parte 10 ((9月4日(10)?, Kyū gatsu yokka (10)) - 112. Il quattro settembre - parte 11 ((9月4日(11)?, Kyū gatsu yokka (11)) - 113. Il quattro settembre - parte 12 ((9月4日(12)?, Kyū gatsu yokka (12)) - 114. Il quattro settembre - parte 13 ((9月4日(13)?, Kyū gatsu yokka (13)) - 115. Il quattro settembre - parte 14 ((9月4日(14)?, Kyū gatsu yokka (14)) |                                    |                             |
| 12 | Trama Utilizzando la capacità di prevedere il futuro rubata a Neon, Quoll rivela che nelle prossime settimane, se agiranno normalmente, la metà di loro sarà uccisa da Kurapika. Ordina quindi alla Brigata di lasciare la città. Hisoka comunica segretamente l'inganno dei cadaveri a Kurapika. La mafia annulla anche l'eventuale compenso per i membri che credevano ancora in vita, dopo aver scoperto che i membri venivano dal Ryusegai, una regione isolata dal mondo con cui è preferibile non scontrarsi. Gon, Killua e Leorio si offrono per aiutare Kurapika a rintracciare i Ragni. Il gruppo segue la Brigata ma Gon e Killua vengono catturati ancora una volta. Kurapika formula rapidamente un piano che comunica a Gon e Killua. Causano un blackout nell'hotel e Kurapika cattura Quoll. Una nota di riscatto è lasciata per la Brigata, chiedendo a Pakunoda di non divulgare agli altri membri i ricordi che ha estratto o ucciderà Quoll, e uno scambio di ostaggi è impostato al telefono. Hisoka vuole cogliere l'occasione per affrontare Quoll e per fare ciò cerca aiuto. |                                    |                             |
| 13 | Il dieci settembre 「9月10日」 - Kugatsu tōka | 2 novembre 2001 ISBN 4-08-873180-8 | 10 novembre 2005            |
| 13 | Capitoli - 116. Il quattro settembre - parte 15 ((9月4日(15)?, Kyū gatsu yokka (15)) - 117. Il quattro settembre - parte 16 ((9月4日(16)?, Kyū gatsu yokka (16)) - 118. Il quattro settembre - parte 17 ((9月4日(17)?, Kyū gatsu yokka (17)) - 119. Il quattro settembre - parte 18 ((9月4日(18)?, Kyū gatsu yokka (18)) - 120. Il sei settembre - parte 1 (9月6日(1)?, Kyū gatsu muika (1)) - 121. Il sei settembre - parte 2 (9月6日(2)?, Kyū gatsu muika (2)) - 122. Il sei settembre - parte 3 (9月6日(3)?, Kyū gatsu muika (3)) - 123. Il sei settembre - parte 4 (9月6日(4)?, Kyū gatsu muika (4)) - 124. Dal sette al dieci settembre (9月7日(1)-9月10日(1)?, Kyū gatsu nanoka (1)-kyū gatsu tōka (1)) - 125. Il dieci settembre - parte 1 (9月10日(2)?, Kyū gatsu tōka (2)) - 126. Il dieci settembre - parte 2 (9月10日(3)?, Kyū gatsu tōka (3)) - 127. Il dieci settembre - parte 3 (9月10日(4)?, Kyū gatsu tōka (4)) |                                    |                             |
| 13 | Trama Kurapika incatena i cuori di Pakunoda e Quoll e li vincola alle sue condizioni: Quoll non potrà utilizzare il nen mentre a Pakunoda viene vietato di raccontare agli altri membri della Brigata Fantasma quanto accaduto. La donna condivide comunque i ricordi con i propri compagni, a costo della vita. Quoll viene abbandonato nel deserto con Hisoka, ossessionato dal desiderio di misurarsi con il capo, il vero motivo per cui si era unito alla Brigata. Venuto a sapere che Quoll non può usare il nen, Hisoka perde ogni interesse nei suoi confronti e se ne va. Quoll, seguendo la profezia fattagli da Neon Nostrad, volge il suo cammino verso est. All'asta di Southernpiece, Gok e Killua decidono di farsi assumere dal miliardario Battera, l'acquirente del gioco. I due ottengono un colloquio preliminare con Tsezguerra, un Hunter al servizio di Battera, che li ritiene troppo deboli per entrare nel gioco. Spronati, Gon e Killua passano i giorni seguenti a sviluppare il loro Hatsu, riuscendo così a passare la selezione ufficiale. I 21 vincitori entrano così nel gioco e percepiscono subito che qualcuno li sta osservando da lontano.                                      |                                    |                             |
| 14 | Gioco segreto 「(ゲーム)島の秘密」 - (Gēmu) shima no himitsu | 4 aprile 2002 ISBN 4-08-873262-6   | 12 gennaio 2006             |
| 14 | Capitoli - 128. Il dieci settembre - parte 4 (9月10日(5)?, Kyū gatsu tōka (5)) - 129. Premio alla città di Antokiba (都市 アントキバ?, Kenshō toshi Antokiba) - 130. Motivo per l'invito (勧誘の理由?, Kanyū no wake) - 131. Rispondi (回答?, Kaitō) - 132. 40 tipi di magie (４０種のスペル(呪文)?, Yonjū shu no superu (jumon)) - 133. Difendere senza magie (?) - 134. Gioco segreto (ゲーム(島)の秘密?, Gēmu (shima) no himitsu) - 135. Fuori da Masadora! Parte 1 (いざマサドラへ！(1)?, Iza Masadora e! (1)) - 136. Fuori da Masadora! Parte 2 (いざマサドラへ！(2)?, Iza Masadora e! (2)) - 137. Fuori da Masadora! Parte 3 (いざマサドラへ！(3)?, Iza Masadora e! (3)) - 138. Fuori da Masadora! Parte 4 (いざマサドラへ・・・？?, Iza Masadora e...?) - 139. Stiamo realmente andando a Masadora?ホントにマサドラ行くのか？ (Honto ni Masadora iku no ka??) |                                    |                             |
| 14 | Trama Gon e Killua si avventurano dentro Greed Island, il videogioco magico che è stato creato da Jin ed altri potenti utilizzatori di nen. Anche diversi membri della Brigata Fantasma vi entrano e capiscono che il gioco è ambientato su un'isola nel mondo reale. Greed Island è basato su un complesso gioco di carte, con l'obiettivo di raccoglierne cento. All'interno del gioco, a Gon e Killua si unisce Biscuit Krueger, una donna di 57 anni con l'aspetto di una ragazzina di 12 ed esperta utilizzatrice del nen. La donna decide di continuare l'addestramento sull'uso del nen che Gon e Killua hanno incominciato mentre si trovavano nell'Arena Celeste. |                                    |                             |
| 15 | Progresso 「躍進」 - Yakushin | 4 ottobre 2002 ISBN 4-08-873314-2  | 10 agosto 2006              |
| 15 | Capitoli - 140. Siamo andati a Masadora, ma… (マサドラには行ったけど?, Masadora niwa Itta kedo) - 141. A Masadora già ci siamo stati... Ora cambiamo titolo! (もうマサドラ行ったから次から別の感じのタイトルでいいや?, Mō Masadora itta kara tsugi kara betsu no kanji no Taitoru de iiya) - 142. I Boomer ((ボマー)「爆弾魔」?, (Bomā) bakudan Ma") - 143. Conto alla rovescia, il suono della vita ((カウントダウン)「命の音」?, (Kauntodaun) "inochi no oto") - 144. Liberazione ((リリース)「解放」?, (Rirīsu) "kaihō") - 145. Bim... Bum... Bang?! ({{{2}}}?) - 146. Abengane (Parte 1) (アベンガネ(1)?, Abengane (1)) - 147. Abengane (Parte 2) (アベンガネ(2)?, Abengane (2)) - 148. L'esame (試験開始?, Shiken kaishi) - 149. Incontro (遭遇?, Sōgū) - 150. Avviamento (始動?, Shidō) - 151. Progresso (躍進?, Yakushin) |                                    |                             |
| 15 | Trama Dopo un mese di allenamento Gon e Killua riescono a sviluppare delle tecniche personali. Killua abbandona momentaneamente il gioco per rifare l'esame per la licenza di Hunter, che supera tranquillamente. A Greed Island, un misterioso giocatore, che si fa chiamare Boomer, comincia ad attaccare gli altri partecipanti sottraendo loro le carte da gioco. La squadra di Gon e altri giocatori scoprono che dietro al bandito si celano in realtà tre giocatori e decidono di fermarli. La Brigata Fantasma giunge a Greed Island ma viene respinta da Razer, uno dei creatori del gioco, che costringe gli intrusi a entrare nell'isola solo tramite il videogioco. Dopo aver incontrato anche Hisoka, e ricordando la profezia di Neon, decidono di trovare sull'isola uno specialista in grado di liberare Quoll dalla Catena del Giudizio di Kurapika. |                                    |                             |
| 16 | Incontri 「対決」 - Taiketsu | 4 febbraio 2003 ISBN 4-08-873382-7 | 14 dicembre 2006            |
| 16 | Capitoli - 152. Contatto (接触?, Sesshoku) - 153. Successo (成功?, Seikō) - 154. Fronte comune (共同戦線?, Kyōdōsensen) - 155. Il capitano e i quattordici demoni (船長と１４人の悪魔?, Senchō to jūyon nin no akuma) - 156. Incontri (1) (対決(1)?, Taiketsu (1)) - 157. Incontri (2) (対決(2)?, Taiketsu (2)) - 158. Persone simili2 + 1 (似た者同士2＋１?, Nitamono dōshi) - 159. Aiai, la città dell'amore (恋愛都市アイアイ?, Renai toshi Aiai) - 160. Incontri (3) (対決(3)?, Taiketsu (3)) - 161. Incontri (4) (対決(4)?, Taiketsu (4)) - 162. Incontri (5) (対決(5)?, Taiketsu (5)) - 163. Incontri (6) (対決(6)?, Taiketsu (6)) |                                    |                             |
| 16 | Trama Gon, Killua e Biscuit, nel tentativo di raccogliere tutte le 99 carte necessarie a completare il gioco, si radunano con altri giocatori al fine di scambiare informazioni riguardanti le carte rimanenti. Per impedire ai Boomer di completare il gioco, le squadre si alleano con l'obiettivo di conquistare una delle carte mancanti. I giocatori viaggiano alla città di Soufrabi, guidata da Razer. L'alleanza deve battere lui e i suoi uomini in sport competitivi e vincere otto partite per costringerli a cedere la carta, ma la maggior parte dei giocatori non è all'altezza. La squadra di Gon decide di lasciare l'alleanza e di tornare con un gruppo di combattenti più forti. A loro si unisce un cacciatore chiamato Goreinu e convincono Hisoka a partecipare al gioco, dopodiché si alleano alla squadra di Tsezugera. Tornati a Soufrabi, affrontano Razer in una partita mortale di dodgeball. |                                    |                             |
| 17 | Scontro a 3 「三つ巴の攻防」 - Mitsu domoe no kōbō | 4 giugno 2003 ISBN 4-08-873443-2   | 14 aprile 2007              |
| 17 | Capitoli - 164. Incontri (7) (対決(7)?, Taiketsu (7)) - 165. Incontri (8) (対決(8)?, Taiketsu (8)) - 166. Incontri (9) (対決(9)?, Taiketsu (9)) - 167. Incontri (10) (対決(10)?, Taiketsu (10)) - 168. Incontri (11) (対決(11)?, Taiketsu (11)) - 169. Dichiarazioni di guerra (宣戦布告?, Sensenfukoku) - 170. Scontro a 3 (1) (三つ巴の攻防(1)?, Mitsu domoe no kōbō (1)) - 171. Scontro a 3 (2) (三つ巴の攻防(2)?, Mitsu domoe no kōbō (2)) - 172. Scontro a 3 (3) (三つ巴の攻防(3)?, Mitsu domoe no kōbō (3)) - 173. Scontro a 3 (4) (三つ巴の攻防(4)?, Mitsu domoe no kōbō (4)) - 174. Scontro a 3 (5) (三つ巴の攻防(5)?, Mitsu domoe no kōbō (5)) - 175. Scontro a 3 (6) (三つ巴の攻防(6)?, Mitsu domoe no kōbō (6)) |                                    |                             |
| 17 | Trama All'incontro di dodgeball, Gon scatena la sua nuova tecnica Nen contro Razer. Con l'aiuto di Killua e Hisoka, Gon riesce a sconfiggere Razer e i suoi uomini, guadagnando così la carta rara e alcune informazioni su Jin. Poco dopo, Gensuru, il capo dei Boomer, minaccia di morte la squadra di Tsezugera e di Gon a meno che non gli concedano la carta. Tsezguerra decide di allontanare gli avversari per tre settimane per dare a Gon e Killua tempo per recuperare. Sotto la tutela di Biscuit i due si allenano per battere l'avversario. Rimasti gli unici giocatori in campo, Gon e la sua squadra si preparano ad affrontare i Boomer. Intanto il fratello minore di Killua, Kalluto, divenuto un membro della Brigata Fantasma, conduce Hisoka e gli altri membri da Abengane, l'esorcista. |                                    |                             |
| 18 | Incontro casuale 「邂逅」 - Kaikō | 3 ottobre 2003 ISBN 4-08-873516-1  | 12 luglio 2007              |
| 18 | Capitoli - 176. Scontro a 3 (7) (三つ巴の攻防(7)?, Mitsu domoe no kōbō (7)) - 177. Scontro a 3 (8) (三つ巴の攻防(8)?, Mitsu domoe no kōbō (8)) - 178. Scontro a 3 (9) (三つ巴の攻防(9)?, Mitsu domoe no kōbō (9)) - 179. Scontro a 3 (10) (三つ巴の攻防(10)?, Mitsu domoe no kōbō (10)) - 180. Scontro a 3 (11) (三つ巴の攻防(11)?, Mitsu domoe no kōbō (11)) - 181. Scontro a 3 (12) (三つ巴の攻防(12)?, Mitsu domoe no kōbō (12)) - 182. Scontro a 3 (13) (三つ巴の攻防(13)?, Mitsu domoe no kōbō (13)) - 183. Scontro a 3 (14) (三つ巴の攻防(14)?, Mitsu domoe no kōbō (14)) - 184. Scontro a 3 (15) (３枚の選択?, San mai no sentaku) - 185. Incontro casuale (邂逅?, Kaikō) - 186. La regina (女王?, Joō) - 187. La preda migliore (最高の餌?, Saikō no esa) |                                    |                             |
| 18 | Trama Gon, Killua e Biscuit affrontano la squadra di Gensuru e la sconfiggono, diventando così i primi a completare il gioco di Greed Island e, dopo l'arrivederci di Biscuit, i due amici si rimettono sulle tracce di Gin. Come parte della loro ricompensa, viene loro permesso di scegliere tre carte che poi potranno usare nel mondo reale. I due scelgono la carta "Accompagnamento" per dirigersi da Jin. Poiché però egli desiderava che Gon venisse da solo, se avesse usato la carta "Forza Magnetica" allora lo avrebbe incontrato, ma se avesse deciso di venire con un amico utilizzando la carta "Accompagnamento", allora si sarebbe trovato davanti Kaito, l'hunter che aveva parlato a Gon di suo padre. Tutti e tre vengono incaricati di compiere delle ricerche su una strana zampa di insetto che è stata ritrovata su una spiaggia. I test del DNA rivelano che la zampa appartiene a una grande regina di formichimere, un insetto che divora gli altri insetti e animali, e dà alla luce bambini che possiedono le caratteristiche di tutti i viventi di cui si è nutrita. |                                    |                             |
| 19 | NGL 「NGL」 | 4 febbraio 2004 ISBN 4-08-873562-5 | 13 settembre 2007           |
| 19 | Capitoli - 188. NGL (NGL?) - 189. Intrusione (潜入?, Sennyū) - 190. Caccia ((ハント)狩り?, (Hanto) kari) - 191. Professionisti (プロ?, Puro) - 192. Uomini-cani (人間犬?, Ningen inu) - 193. Forbici (チョキ?, Choki) - 194. Contro la squadra di Hagya (1) (ＶＳハギャ隊(1)?, Bāsasu Hagya tai (1)) - 195. Contro la squadra di Hagya (2) (ＶＳハギャ隊(2)?, Bāsasu Hagya tai (2)) - 196. Contro la squadra di Hagya (3) (ＶＳハギャ隊(3)?, Bāsasu Hagya tai (3)) - 197. Contro la squadra di Hagya (4) (ＶＳハギャ隊(4)?, Bāsasu Hagya tai (4)) - 198. Attacco a sorpresa (急襲?, Kyūshū) - 199. Luce e ombra (光と影?, Hikari to kage) |                                    |                             |
| 19 | Trama La regina delle formichimere è stata trasportata dal mare su un'isola chiamata Neo Green Life e sta rapidamente sviluppando una predilezione per gli uomini, dopo avere avuto l'opportunità di mangiarne qualcuno. Le formichimere incominciano a soppiantare la popolazione dell'isola e a generare una progenie prima dell'arrivo di Gon, Killua, e Kaito. Il gruppo incomincia così a combattere contro le formichimere, sterminandone diverse. In previsione della nascita del re, la regina dà alla luce tre potenti guardie reali: Neferpito, Shawapf e Montowtoyupi, che sviluppano abilità nen. Mentre giunge sull'isola Netero, il presidente dell'Associazione Hunter, con alcuni rinforzi, Neferpito attacca Kaito recidendo il suo braccio. Sapendo che il suo amico avrebbe perso il controllo per la rabbia, Killua mette fuori combattimento Gon e con l'approvazione di Kaito fugge, lasciandolo a combattere una battaglia persa. Al di fuori di NGL, Killua viene avvicinato da Netero, Morel Mackernasey e Knov, la squadra inviata per fermare le formichimere. Netero suggerisce a Killua e Gon di sconfiggere due "assassini" nella vicina città se vogliono continuare ad essere Hunter. |                                    |                             |
| 20 | Punti deboli 「弱点」 - Jakuten | 4 giugno 2004 ISBN 4-08-873607-9   | 15 novembre 2007            |
| 20 | Capitoli - 200. Condizioni (条件?, Jōken) - 201. Ritrovo (再会?, Saikai) - 202. Duello (決闘?, Kettō) - 203. Giairo (ジャイロ?, Jairo) - 204. A proposito di Giairo... (ジャイロは?, Jairo wa) - 205. Il tempo rimanente (残り時間?, Nokori jikan) - 206. Il duello (勝負?, Shōbu) - 207. Punti deboli (弱点(1)?, Jakuten (1)) - 208. Punti deboli (2) (弱点(2)?, Jakuten (2)) - 209. ? (？?) - 210. Punti deboli (3) (弱点(3)?, Jakuten (3)) - 211. 10X10 (トイチ?, Toichi) |                                    |                             |
| 20 | Trama Gon e Killua incontrano l'allieva di Knov, Palm Siberia, e scoprono che devono sconfiggere gli studenti di Morel Knuckle Bine e Shoot McMahon entro un mese per unirsi alla squadra di sterminio di Chimera Ant. Mentre Palm recluta Biscuit, Gon e Killua iniziano ad allenarsi mentre Netero, Morel e Knov diminuiscono lentamente i numeri delle Formichimere. Gon e Killua si allenano a Nen per tre ore, quindi sfidano immediatamente Knuckle mentre sono stanchi finché non riescono a batterlo. Knuckle sottolinea i difetti della tecnica di Gon, mentre Biscuit fa notare a Killua che è troppo incline a fuggire da avversari più forti e deve superarlo. L'ultimo giorno, Gon combatte Knuckle che finalmente usa la sua abilità Nen, che può lasciare il suo avversario incapace di usare Nen per 30 giorni. Questo è il motivo per cui non l'aveva usato prima, per assicurarsi che Gon potesse continuare ad allenarsi. Nel frattempo, Killua affronta il timido Shoot, che fino ad ora si è nascosto ai ragazzi mentre li osservava dall'ombra perché non gli piace ferire le persone. |                                    |                             |

## Volumi 21-30
| Nº | Titolo italiano Giapponese 「Kanji」 - Rōmaji | Data di prima pubblicazione             | Data di prima pubblicazione |
| Nº | Titolo italiano Giapponese 「Kanji」 - Rōmaji | Giapponese                              | Italiano                    |
| 21 | Riunione 「再会」 - Saikai | 4 febbraio 2005 ISBN 4-08-873661-3      | 17 gennaio 2008             |
| 21 | Capitoli - 212. La rottura delle acque (破水?, Hasui) - 213. Nascita (誕生?, Tanjō) - 214. Conclusione (決着?, Ketchaku) - 215. Testamento (遺言?, Yuigon) - 216. La Repubblica del Golt Orientale (東ゴルトー共和国?, Higashi Gorutō kyowakoku) - 217. Il giardino della carne (肉樹園?, Niku ju en) - 218. Dichiarazione (告白?, Kokuhaku) - 219. Risveglio (覚醒?, Kakusei) - 220. Riunione - Parte 1 (再会(1)?, Saikai (1)) - 221. Riunione - Parte 2 (再会(2)?, Saikai (2)) - 222. Riunione - Parte 3 (再会(3)?, Saikai (3)) - 223. 10 - Parte 1 (10－(1)?) |                                         |                             |
| 21 | Trama Killua combatte contro Shult e la sua misteriosa abilità che utilizza una gabbia galleggiante e tre mani senza corpo, mentre combatte la sua voglia di scappare. La regina delle formichimere muore durante il parto del re, Meruem, che la squarcia uscendo dal suo ventre. Molte formichimere si autoproclamano re e partono per la propria strada; alcune di esse, tra cui Colt, passano dalla parte degli hunter. Intanto, Mereum e le guardie reali fanno un colpo di Stato nella vicina Repubblica del Golt Orientale ed avviano un processo di "selezione" degli uomini che possiedono la capacità di governare il nen. Gon e Killua, dopo aver visto che il cadavere di Kaito è stato convertito in una marionetta da parte delle formichimere, vengono reclutati da Nobu e Morau per infiltrarsi nel Golt Orientale coi rispettivi allievi. Qui il gruppo dovrà assistere Netero ad affrontare il re e le guardie reali. |                                         |                             |
| 22 | 8 (1) 「8－(1)」 | 4 luglio 2005 ISBN 4-08-873792-X        | 10 aprile 2008              |
| 22 | Capitoli - 224. 10 (2) (10－(2)?) - 225. 10 (3) (10－(3)?) - 226. 10 (4) (10－(4)?) - 227. 10 (5) (10－(5)?) - 228. 10 (6) (10－(6)?) - 229. 10 (7) (10－(7)?) - 230. 9 (1) (9－(1)?) - 231. 9 (2) (9－(2)?) - 232. 9 (3) (9－(3)?) - 233. 9 (4) (9－(4)?) - 234. 9 (5) (9－(5)?) - 235. 8 (1) (8－(1)?) |                                         |                             |
| 22 | Trama Una dei figli della regina, Zazan, fonda una colonia vicino al Ryuuseigai, il luogo d'origine della Brigata Fantasma. Una parte del gruppo composta da Phinks, Feitan, Shalnark, Shizuku, Bonolenov e Kalluto si reca al Ryuuseigai per fermare l'invasione. Raggiunta la colonia, la squadra decide che chi sconfiggerà Zazan sarà il capo provvisorio della Brigata fino al ritorno di Quoll. Ciascun membro della Brigata sconfigge il proprio avversario e Feitan uccide Zazan. Nel Golt Orientale, Nackul e Shult tendono un'imboscata alla formichimera Jeedo ma questa riesce a fuggire e si dirige al palazzo reale dove potrà ottenere un nuovo potere e liberarsi dalla tecnica di Nackul. Mentre Gon sconfigge alcune formichimere, Killua crea scompiglio tra le marionette di Neferpito ma deve difendersi dalle truppe del comandante Leol. |                                         |                             |
| 23 | 6 (1) 「6－(1)」 | 3 marzo 2006 ISBN 4-08-873882-9         | 10 luglio 2008              |
| 23 | Capitoli - 236. 8 (2) (8－(2)?) - 237. 8 (3) (8－(3)?) - 238. 8 (4) (8－(4)?) - 239. 8 (5) (8－(5)?) - 240. 8 (6) (8－(6)?) - 241. 8 (7) (8－(7)?) - 242. 7 (1) (7－(1)?) - 243. 7 (2) (7－(2)?) - 244. 6 (1) (6－(1)?) - 245. 6 (2) (6－(2)?) - 246. 6 (3) (6－(3)?) - 247. 6 (4) (6－(4)?) |                                         |                             |
| 23 | Trama Killua riesce a sconfiggere molte formichimere seminando il panico fra i nemici, ma alla fine sviene per le ferite riportate ed è tratto in salvo dalla formichimera Calamaro, alla quale aveva salvato la vita in precedenza. Intanto, Gon fa la conoscenza dell'ex-comandante di divisione Meleorlon, il quale gli propone un'alleanza per uccidere il re al fine di vendicare Pegy, un altro comandante di divisione ucciso dal re per capriccio; Gon accetta e si ricongiunge con Nackul e Shult. Morau e Nobu, riusciti ad ottenere informazioni vitali su come entrare nel palazzo reale, assediano la città di Peijin per mezzo dell'esercito di fumo di Morau, il quale combatte con Jeedo. |                                         |                             |
| 24 | 1 (4) 「1－(4)」 | 4 ottobre 2007 ISBN 978-4-08-874453-7   | 9 ottobre 2008              |
| 24 | Capitoli - 248. 6 (5) (6－(5)?) - 249. 6 (6) (6－(6)?) - 250. 6 (7) (6－(7)?) - 251. 6 (8) (6－(8)?) - 252. 6 (9) (6－(9)?) - 253. 6 (10) (6－(10)?) - 254. 6 (11) (6－(11)?) - 255. 5 (1) - 2 (1) (2-(1)?) - 256. 2 (2) (2-(2)?) - 257. 1 (1) (1－(1)?) - 258. 1 (2) (1－(2)?) - 259. 1 (3) (1－(3)?) - 260. 1 (4) (1－(4)?) |                                         |                             |
| 24 | Trama Morau sconfigge Jeedo e lo lascia fuggire. Contemporaneamente, nel palazzo reale, il re si ferisce da solo durante una partita con Komugi, campionessa del gioco del gungi, e Neferpito rimuove il suo en per poter curare il sovrano; così Nobu riesce a introdursi nel palazzo e a piazzare col suo potere nen le entrate per consentire ai suoi compagni l'irruzione, ma rimane terrorizzato dall'aura nemica e decide di ritirarsi dalla missione. Anche Phalm riesce a introdursi nel palazzo del re con lo scopo principale di vedere lui e le sue guardie così da poter usufruire del suo potere per individuarle in qualsiasi momento della battaglia. Morel incontra Leol in una cappella sotterranea e lo combatte mentre si riempie d'acqua grazie all'abilità della formichimera. Ma Morel riempie anche la cappella di anidride carbonica, uccidendo Leol. Nel frattempo, una volta riuniti, Gon, Killua, Morau, Nackul, Schult, Calamaro e Meleorlon stanno per lanciare l'attacco alle tre guardie reali e al re all'interno del palazzo reale. Tuttavia, fra loro esiste la sensazione che qualcosa manderà in fumo il piano. |                                         |                             |
| 25 | Irruzione 「突入」 - Totsunyū | 4 marzo 2008 ISBN 978-4-08-874535-0     | 10 gennaio 2009             |
| 25 | Capitoli - 261. Irruzione (1) (突入(1)?, Totsunyū (1)) - 262. Irruzione (2) (突入(2)?, Totsunyū (2)) - 263. Irruzione (3) (突入(3)?, Totsunyū (3)) - 264. Irruzione (4) (突入(4)?, Totsunyū (4)) - 265. Irruzione (5) (突入(5)?, Totsunyū (5)) - 266. Eventualità (「万が一」?, Man ga ichi) - 267. Attivazione (発動?, Hatsudō) - 268. Re (王。?, Ō。) - 269. Avversità (逆境マル(Ο)?, Gyūkyō maru) - 270. Debitore (貸し?, Kashi) |                                         |                             |
| 25 | Trama Gli hunter iniziano il loro assalto al palazzo reale: Gon e i suoi amici affrontano Menthuthuyoupi, mentre Netero e Zeno Zoldick appaiono al palazzo reale cavalcando un drago di nen, che si scinde in centinaia di frammenti che procurano la necessaria distrazione per l'inizio dell'assalto. Pitou riesce a fermare il loro attacco e torna di corsa al palazzo mentre Shaiapouf vola verso la posizione del re mentre Shult e Nackul combattono contro Youpi per coprire la fuga degli altri. Morua raggiunge Pouf, che non si è reso conto che la prima reazione del re è stata quella di controllare Komugi, che ha subito ferite mortali dall'attacco di Zeno mentre Pitou arriva insieme a Netero e Zeno stupiti. |                                         |                             |
| 26 | Ritrovarsi 「再開」 - Saikai | 3 ottobre 2008 ISBN 978-4-08-874610-4   | 14 maggio 2009              |
| 26 | Capitoli - 271. Separazione (分断?, Bundan) - 272. Errori di calcolo (誤算?, Gosan) - 273. Ritrovarsi (再開?, Saikai) - 274. Soluzione (解答?, Kaidō) - 275. Promessa (約束?, Yakusoku) - 276. L'uomo missile (卵男(ミサイルマン)?, Misairuman) - 277. Insulto (侮辱?, Bujoku) - 278. Distruzione (破壊?, Hakai) - 279. Fuga (脱出?, Dasshutsu) - 280. Attacco diretto (直撃?, Chokugeki) |                                         |                             |
| 26 | Trama Neferpito, avendo ricevuto dal re l'ordine di guarire Komugi, promette a Gon di far tornare Kaito normale, se questi le concede un'ora per salvare la ragazza. Per il senso di colpa di aver coinvolto un’innocente, Zeno si fa venire a prendere da suo figlio Silva, il quale appena arriva uccide Jeedo. Mentre Morau tiene impegnato Shawapf, Calamaro cerca Palm. Nel frattempo, Schult viene sconfitto e quasi ucciso da Yupi ma viene salvato da Nackul. Quando tutto sembra perduto, l'intervento di Killua permette a Nackul di colpire la guardia reale. |                                         |                             |
| 27 | Nome 「条件」 - Namae | 25 dicembre 2009 ISBN 978-4-08-870065-6 | 22 agosto 2010              |
| 27 | Capitoli - 281. Kanmuru (神速?, Kanmuru) - 282. Spazio chiuso (密室?, Misshitsu) - 283. Decisione (決心?, Kesshin) - 284. Quindici minuti (15分?, Jugofun) - 285. Cloni (分身?, Bunshin) - 286. Il vero corpo (本体?, Hontai) - 287. La situazione attuale (現状?, Genjō) - 288. Elogi (賞賛?, Shōsan) - 289. Condizione (条件?, Jōken) - 290. Nome (条件?, Jōken) |                                         |                             |
| 27 | Trama Con la sua nuova velocità, Killua mette alle strette Yupi, ma si ritira quando deve ricaricare i propri poteri. Intanto, Shawapf fugge portando con sé l'arma di Morau, che cerca allora di aiutare Nackul contro Yupi. Disubbidendo al proprio maestro, Nackul annulla la tecnica che avrebbe permesso loro di sconfiggere l'avversario, in cambio di avere Morau risparmiato. Yupi accetta e si dirige con Shawapf verso il re. Quest'ultimo propone a Netero un dialogo perché gli dispiacerebbe ucciderlo in combattimento. Il presidente degli Hunter, notando la conflittualità della Formichimera, desidera invece combattere lo stesso per portare a termine il proprio compito. Per convincerlo, Netero gli dice che se lo sconfiggerà gli rivelerà il nome che la regina gli ha dato in punto di morte. |                                         |                             |
| 28 | Rinascita 「復活」 - Saisei | 4 luglio 2011 ISBN 978-4-08-870326-8    | 14 aprile 2012              |
| 28 | Capitoli - 291. Interrogativi (自問?, Jimon) - 292. Intenzione (思惑?, Omowaku) - 293. Metamorfosi (変貌?, Henbō) - 294. Crollo (決壊?, Kekkai) - 295. Decisione (決意?, Ketsui) - 296. Confessione (記憶?, Kioku) - 297. Ultimo (最後?, Saigo) - 298. Rosa (薔薇?, Bara) - 299. Rinascita (復活?, Saisei) - 300. Assicurazione (保険?, Hoken) |                                         |                             |
| 28 | Trama Netero affronta Mereum ma, resosi conto di non poterlo sconfiggere nemmeno con la tecnica del Buddha dalle 10'000 mani, gli rivela il suo nome e si sacrifica utilizzando una bomba impiantata nel proprio corpo. In fin di vita, il re viene soccorso da Shawapf e Yupi, che gli donano parte del loro nen per salvarlo. Nel mentre, Killua si scontra con Palm, che è stata trasformata in un'ibrida da Shawapf, ma la ragazza riesce a liberarsi dal controllo delle formichimere. Intanto, a tempo scaduto, Gon e Neferpito si spostano nel luogo in cui si trova Kaito per farlo tornare umano. |                                         |                             |
| 29 | Ricordi 「記憶」 - Kioku | 4 agosto 2011 ISBN 978-4-08-870327-5    | 11 agosto 2012              |
| 29 | Capitoli - 301. Ricordi (記憶?, Kioku) - 302. Obiettivo (標的?, Hyōteki) - 303. Dolore (痛み?, Itami) - 304. Incantesimo (魔法?, Mahō) - 305. Rimpianto (残念?, Zannen) - 306. Sollievo (安堵?, Ando) - 307. Perdita (損失?, Sonshitsu) - 308. Lampo (閃光?, Senkō) - 309. Sfida (勝負?, Shōbu) - 310. Via! (始動?, Shidō) |                                         |                             |
| 29 | Trama Pofu cerca di sfruttare l'amnesia di Meruem per uccidere Komugi, da lui ritenuta un possibile pericolo per il re. Nel frattempo, giunti da Kaito, Pito rileva che l'hunter ormai è morto e non può essere riportato in vita. Neferpito si appresta a uccidere Gon, ma lo shock per la morte del suo mentore scatena il nen del ragazzo, potente come non mai, causandogli una trasformazione sia fisica sia mentale. Gon uccide Pito perdendo però un braccio. Dopo aver catturato Killua e Meleorlon, Meruem comincia a recuperare la memoria e minaccia le sue guardie reali. Yupi muore misteriosamente, mentre Phalm e Calamaro portano Komugi in salvo. |                                         |                             |
| 30 | Risposta 「返答」 - Hentō | 4 aprile 2012 ISBN 978-4-08-870450-0    | 12 gennaio 2013             |
| 30 | Capitoli - 311. Limite temporale (期限?, Kigen) - 312. Determinazione (覚悟?, Kakugo) - 313. Una parola (一言?, Hitokoto) - 314. Persuasione (説得?, Settoku) - 315. Ritorno a casa (帰郷?, Kikyō) - 316. Il vero nome (本名?, Honmyō) - 317. Risposta (返答?, Hentō) - 318. Testamento (遺言?, Yuigon) - 319. Sorteggio (抽選?, Chūsen) - 320. La votazione (投票?, Tōhyō) |                                         |                             |
| 30 | Trama La bomba utilizzata da Netero conteneva un veleno mortale e, quindi, il re e le guardie sono condannate. Oltre a Yupi, anche Pofu muore a causa del veleno. Meruem, ricordandosi di Komugi, va a cercarla e i due giocano di nuovo a gungi. Durante la partita entrambi capiscono di essere nati solo per vivere quei momenti. Infatti, Komugi resta con Meruem finché la vita della chimera non si spegne tra le sue braccia dopo averle chiesto di chiamarlo per l'ultima volta con il suo vero nome. Poco dopo, a causa della stretta vicinanza al re intossicato, anche Komugi muore. Con la morte di Netero urge la necessità di eleggere un nuovo presidente. A gestire le elezioni è lo Zodiaco, un gruppo di dodici abilissimi hunter scelti da Netero, tra cui anche Gin. Tra di loro vi sono però delle divergenze che emergono nel corso delle riunioni per decidere in che modo tenere le elezioni. |                                         |                             |

## Volumi 31-in corso
| Nº | Titolo italiano Giapponese 「Kanji」 - Rōmaji | Data di prima pubblicazione             | Data di prima pubblicazione                                                               |
| Nº | Titolo italiano Giapponese 「Kanji」 - Rōmaji | Giapponese                              | Italiano                                                                                  |
| 31 | Entrata in guerra 「参戦」 - Sansen | 4 dicembre 2012 ISBN 978-4-08-870697-9  | 13 luglio 2013                                                                            |
| 31 | Capitoli - 321. Belva (怪者?, Kemono) - 322. Fratelli (兄妹?, Kyōdai) - 323. Incarico (依頼?, Irai) - 324. Maggiordomi (執事?, Shitsuji) - 325. Entrata in guerra (参戦?, Sansen) - 326. La battaglia ha inizio (開戦?, Kaisen) - 327. Enigma (謎々?, Nazonazo) - 328. Preparativi (手配?, Tehai) - 329. Spia (密偵?, Mittei) - 330. Confessione (告白?, Kokuhaku) |                                         |                                                                                           |
| 31 | Trama Per salvare Gon, Killua torna a casa da sua sorella Alluka che ha il potere di esaudire i desideri in cambio di alcune condizioni da soddisfare. A causa di questo terribile potere, Alluka è temuta da tutti gli altri Zoldick ma Killua li convince a lasciarle curare Gon. Temendo che il prezzo da pagare sia la vita dell'intera famiglia, Illumi intende eliminare Alluka e chiede l'aiuto di Hisoka. Killua e Alluka vengono scortati dai domestici della famiglia ma il gruppo viene attaccato ed Hisoka uccide il maggiordomo Gotoh. Contemporaneamente, Leorio ha un dibattito con Gin e finisce per colpirlo con un pugno. Quest'evento lo mette in corsa come candidato per la presidenza. Il candidato Teradein emette un ordine di cattura per Illumi ed Hisoka ma viene ucciso da quest'ultimo. |                                         |                                                                                           |
| 32 | Completa disfatta 「完敗」 - Kanpai | 28 dicembre 2012 ISBN 978-4-08-870698-6 | 16 novembre 2013                                                                          |
| 32 | Capitoli - 331. Giorno X (X日?, Ekkusu Dē) - 332. Ovazione (喝采?, Kassai) - 333. Boato (鳴動?, Meidō) - 334. Disfatta Totale (完敗?, Kanpai) - 335. Determinazione (決定?, Kettei) - 336. Revoca (解除?, Kaijo) - 337. Confessione (懺悔?, Zange) - 338. In cima all'albero (樹上?, Jujō) - 339. Silenzio (静寂?, Seijaku) - 340. Missione (特命?, Tokumei) |                                         |                                                                                           |
| 32 | Trama Dopo varie strategie politiche, si giunge all'ultima elezione che vede protagonisti Leorio e Pariston Hill, vicepresidente dell'associazione. In seguito alla guarigione di Gon avvenuta grazie ai poteri di Alluka, però, Leorio perde interesse nel diventare presidente lasciando così la vittoria a Pariston, che, tra lo stupore generale, cede a Cheadle l'incarico. Nel frattempo, Gon e Gin s'incontrano e dietro consiglio del padre, Gon decide di andare da Kaito, rinato come formichimera bambina. Intanto, Killua sceglie di viaggiare insieme ad Alluka per proteggerla, in quanto il suo potere è fortemente desiderato da Illumi. In cima all'albero del mondo, Gin racconta al figlio che al di fuori del mondo conosciuto ve n'è uno immensamente più grande e del tutto inesplorato. In seguito, il re di Kakin annuncia una spedizione per andare in questo Continente Oscuro e che il comandante della spedizione sarà il figlio del presidente degli hunter, il capitano Beyond Netero. Gin e Pariston lasciano così gli Zodiac per partecipare alla spedizione, mentre i leader mondiali (noti come V5) chiedono all'associazione Hunter di arrestare Beyond. |                                         |                                                                                           |
| 33 | Calamità 「厄災」 - Yakusai | 3 giugno 2016 ISBN 978-4-08-870698-6    | 15 dicembre 2016                                                                          |
| 33 | Capitoli - 341. Calamità (厄災?, Yakusai) - 342. Proclamazione (布告?, Fukoku) - 343. Invito (勧誘?, Kan'yū) - 344. Autore (著者?, Chosha) - 345. Firma (署名?, Shomei) - 346. Opzioni (選擇?, Sentaku) - 347. Inaugurazione (就任?, Shūnin) - 348. Determinazione (覚悟?, Kakugo) - 349. Avvelenamento (蠱毒?, Kodoku) - 350. Principe (王子?, Ōji) |                                         |                                                                                           |
| 33 | Trama Beyond stringe un accordo con il V5 e l'Associazione Hunter, accettando di continuare la spedizione sotto la costante vigilanza dello Zodiaco. Intanto, Leorio viene invitato a unirsi allo Zodiaco ed egli accetta a patto che anche Kurapika ne diventi un membro. Quando scopre che alcuni occhi dei Kurta sono in mano del quarto principe di Kakin Tcheridnich Hoicoro, Kurapika accetta l'incarico ed aiuta ad impedire che vari sottoposti di Pariston si infiltrino nell'associazione. Con le proprie abilità, scopre che nello Zodiaco c'è una spia di Pariston: Saiyu. Nel frattempo, Gin fa la conoscenza degli uomini di Beyond e cerca di ostacolare apertamente i piani di Pariston. Comunica inoltre che potrebbe essere ancora in vita colui che esplorò il Continente 300 anni fa: Don Freecss. Gon avendo perso i propri poteri, rinuncia a partecipare al viaggio e torna dalla zia Mito. Kurapika intanto fa infiltrare alcuni suoi amici hunter come guardie del corpo dei principi, poiché la spedizione si rivela essere una selezione per decidere il futuro re di Kakin. |                                         |                                                                                           |
| 34 | Duello mortale 「死闘」 - Shitō | 26 giugno 2017 ISBN 978-4-08-881248-9   | 15 febbraio 2018                                                                          |
| 34 | Capitoli - 351. Duello mortale (死闘?, Shitō) - 352. Una gran brutta rogna (厄介?, Yakkai) - 353. Sangue freddo (冷徹?, Reitetsu) - 354. Testa (頭部?, Tōbu) - 355. Esplosione (爆破?, Bakuha) - 356. Peccato (残念①?, Zannen ‹1›) - 357. Peccato (parte 2) (残念②?, Zannen ‹2›) - 358. Vigilia (前夜?, Zen'ya) - 359. Partenza (出航?, Shukkō) - 360. Parassita (寄生?, Kisei) |                                         |                                                                                           |
| 34 | Trama Alla Torre Celeste Hisoka e Quoll, che ha riottenuto i suoi poteri, si sfidano in uno scontro mortale. Grazie al luogo di combattimento scelto e ai poteri presi in prestito dai suoi compagni Shalnark e Kortopi, Quoll riesce a sconfiggere e uccidere Hisoka. Dopo la battaglia, Quoll riunisce la Brigata per prendere parte alla spedizione nel Continente Oscuro con l'obiettivo di rubare il tesoro di Kakin. Sorprentemente, Hisoka torna in vita grazie al suo potere nen e, per indebolire Quoll, decide di sterminare i membri del Ragno. Così, elimina subito proprio Shalnark e Kortopi. Nel frattempo, la nave con a bordo la famiglia reale di Kakin e le rispettive guardie del corpo parte verso il Continente Oscuro. Durante il viaggio alcune guardie vengono ritrovate morte. Kurapika indaga e scopre che i colpevoli sono dei mostri di nen assegnati ai principi come prova per la selezione. |                                         |                                                                                           |
| 35 | Le bestie di Nen 「念獣」 - Nen-jū | 2 febbraio 2018 ISBN 978-4-08-881455-1  | 20 settembre 2018                                                                         |
| 35 | Capitoli - 361. Rifiuto (辞退?, Jitai) - 362. Determinazione (決意?, Ketsui) - 363. Le bestie di nen (念獣?, Nen-jū) - 364. Congetture (思惑?, Omowaku) - 365. Scelta (選択?, Sentaku) - 366. A ciascuno il suo (其々?, Sorezore) - 367. Contemporaneamente (同期?, Dōki) - 368. Omicidio (凶行?, Kyōkō) - 369. Limite (限界?, Genkai) - 370. Osservazione (観察?, Kansatsu) |                                         |                                                                                           |
| 35 | Trama Kurapika attiva l'abilità Emperor Time, tramite la quale può rubare il Nen a una persona e trasferirla ad un'altra, a costo però della riduzione della vita dell'utilizzatore. Il primo principe, Benjamin Hui Guo Rou, invia i soldati della propria milizia come guardie del corpo dei suoi fratelli per poterli spiare e assassinare qualora si presentasse l'occasione. Nel frattempo, Tsenderrich padroneggia la sua abilità Nen. Giunti al secondo giorno di viaggio, Kurapika propone ai principi di poter insegnare il nen fino a un massimo di due delle loro guardie, sia per guadagnarsi la loro fiducia, sia per entrare in una fase di stallo, e accettano tutti tranne le principesse Camilla e Tyson. Già all'inizio di queste lezioni, Kurapika si trova a dover capire chi tra i presenti sta uccidendo gli altri. |                                         |                                                                                           |
| 36 | Equilibrio 「均衡」 - Baransu | 4 ottobre 2018 ISBN 978-4-08-881640-1   | 2 maggio 2019                                                                             |
| 36 | Capitoli - 371. Missione (任務?, Ninmu) - 372. Sparizione (消失?, Shōshitsu) - 373. Successione (継承?, Keishō) - 374. Poteri (能力?, Nōryoku) - 375. Persuasione (説得?, Settoku) - 376. Determinazione (決意?, Ketsui) - 377. Complotto (画策?, Kakusaku) - 378. Equilibrio (均衡?, Baransu) - 379. Collaborazione (共闘?, Korabo) - 380. Allarme (警報?, Keihō) |                                         |                                                                                           |
| 36 | Trama Anche le tre grandi mafie di Kakin si sono imbarcate ed hanno rispettivamente il supporto di un principe: la famiglia Shu-u ha Zhang Lei, gli Ei-i hanno Tserriednich e gli Sha-a hanno Luzurus. Il principe Halkenburg è intenzionato a fermare la guerra di successione e cerca l'alleanza con Woble, mentre i principi Tsubeppa e Zhang Lei cercano di accordarsi con Kurapika. Camilla tenta di uccidere il fratello Benjamin ma viene arrestata e i due vengono confinati nell'area sorvegliata. La Brigata Fantasma, a cui si è unito Illumi, sta intanto cercando Hisoka nei tre ponti inferiori della nave, e studia un modo per raggiungere i primi due ponti. Cercano così un accordo con le famiglie mafiose, le quali si mettono dunque alla ricerca di Hisoka. Cominciano però a registrarsi varie uccisioni anche a danno di civili, e nei ponti inferiori viene di conseguenza disposta la legge marziale. Durante i controlli, Mizai, Hunter dello Zodiaco, incontra la principessa Fugetsu. |                                         |                                                                                           |
| 37 | Fuga 「脱出」 - Dasshutsu | 4 novembre 2022 ISBN 978-4-08-881640-1  | 18 maggio 2023 ISBN 978-88-287-5256-1 (ed. regolare) ISBN 978-88-287-5033-8 (ed. Variant) |
| 37 | Capitoli - 381. Predazione (捕食?, Hoshoku) - 382. Risveglio (覚醒?, Kakusei) - 383. Fuga (脱出?, Dasshutsu) - 384. Conflitto (抗争?, Kōsō) - 385. Avvertimento (警告?, Keikoku) - 386. Ipotesi (仮説?, Kasetsu) - 387. Ritorno (再現?, Saigen) - 388. Deliberazione (思案?, Shian) - 389. Maledizione (呪詛?, Juso) - 390. Scontro (1) (衝突①?, Shōtotsu (ichi)) |                                         |                                                                                           |
| 37 | Trama Fugetsu consente a parlare unicamente con la sorella Kacho, mentre Senritsu usa la sua musica per calmare tutti. Il principe Halkenburg si reca nelle stanze del padre e cerca di uccidere lui e se stesso, ma viene fermato dalle rispettive bestie di nen. Il padre gli spiega quindi che la cerimonia non può essere fermata, e cosi Halkenburg decide di aderirvi. La sera dell'ottavo giorno, ha inizio una cena di gala, durante la quale Senritsu calma tutti per consentire a Fugetsu e Kacho di fuggire, ma durante la fuga Kacho rimane uccisa da una serie di mani di nen, in quanto scappare dalla successione significa morire. Mentre Tserriednich continua il suo addestramento, la sua guardia del corpo Theta tenta di ucciderlo, ma Tserriednich riesce a salvarsi con il suo potere nen. Il decimo giorno, Kurapika decide di risvegliare il nen di tutti i suoi allievi, mentre numerosi uomini di Benjamin muoiono per mano del potere di Halkenburg, cosi il principe viene arrestato. Durante la ricerca di Hisoka, gli uomini delle famiglie mafiose di Kakin iniziano a combattersi fra di loro. |                                         |                                                                                           |
| 38 | Fondazione 「結成」 - Kessei | 4 settembre 2024 ISBN 978-4-08-881640-1 | 22 maggio 2025 ISBN 979-12-21921-30-4 (ed. regolare) ISBN 979-12-21918-55-7 (ed. Variant) |
| 38 | Capitoli - 391. Scontro (2) (衝突②?, Shōtotsu (ni)) - 392. Informazioni (情報?, Jōhō) - 393. Sollecitare (懇願?, Kongan) - 394. Piano (想定?, Sōtei) - 395. Fondazione (1) (結成①?, Kessei (ichi)) - 396. Fondazione (2) (結成②?, Kessei (ni)) - 397. Fondazione (3) (結成③?, Kessei (san)) - 398. Ricerca (探索?, Tansaku) - 399. Espulsione (退去?, Taikyo) - 400. Segretezza (秘匿?, Hitoku) |                                         |                                                                                           |
| 38 | Trama Zakuro e Lynch, due membri della famiglia Shu, trovano Hisoka, che li stordisce. Nel frattempo la brigata giura che annienteranno gli Hei. Zakuro e Lynch progettano di cercare Chrollo e chiedere la distruzione degli Hei in cambio della posizione di Hisoka. In un flashback a Meteor City, un giovane Chrollo lavora con Pakunoda, Sheila e Sarasa per doppiare i video di una serie televisiva. Dopo difficoltà tecniche durante la proiezione, i quattro danno voce ai personaggi dal vivo sul palco di fronte a tutti gli altri bambini, lasciandoli sbalorditi dalla performance. Poco dopo, Sarasa viene rapita e uccisa da ignoti, e ad eccezione di Sheila, tutti i membri seguono il piano di Chrollo per vendicare la sua morte e proteggere Meteor City, scegliendo all'unanimità Chrollo come loro leader. Tornando al presente, i membri della brigata affrontano i membri degli Hei nel loro nascondiglio. Tuttavia, vengono rapidamente sopraffatti dalle abilità di Terebellum e Yokotani, con Nobunaga che perde la sua katana prima di essere espulso. Al Livello 1, Izunavi chiede al Principe Tyson di convincere sua madre a chiedere al Re al prossimo banchetto di leggere il Libro di Tyson, sperando che possa influenzarlo a porre fine alla contesa. Senritsu intanto apprende la verità da Kecho e Fugetsu, mentre Longhi rivela a Kurapika e Bill che possono già usare Nen, e Kurapika accetta di collaborare con il Principe Tubeppa. |                                         |                                                                                           |

## Capitoli non ancora pubblicati in formatotankōbon
Questi capitoli non sono ancora stati pubblicati in formato tankōbon, ma solo sulla rivista Weekly Shōnen Jump.
- 401. Luce lunare (月光?, Gekkō)
- 402. Lettera (手紙?, Tegami)
- 403. Risultati (成果?, Seika)
- 404. Speculazione (思惑?, Omowaku)
- 405. Prestazione (芝居?, Shibai)
- 406. Tesoro sacro (神器?, Jingi)
- 407. Negoziazione  (交渉?, Kōshō)
- 408. Negoziazione (2) (交渉②?, Kōshō (ni))
- 409. Negoziazione (3) (交渉③?, Kōshō (san))
- 410. Negoziazione (4) (交渉④?, Kōshō (yon))

Questa lista è suscettibile di variazioni e potrebbe essere incompleta o non aggiornata.

## Volume 0
| Nº | Giapponese 「Kanji」 - Rōmaji | Data di prima pubblicazione | Data di prima pubblicazione |
| Nº | Giapponese 「Kanji」 - Rōmaji | Giapponese                  | Italiano                    |
| 0  | 「クラピカ追憶編」 - Kurapika Tsuioku Hen | 12 gennaio 2013             | -                           |
| 0  | Capitoli (traduzioni letterali dei titoli) - I ricordi di Kurapika (parte 1) (クラピカの回想 (その 1)?, Kurapika no kaisō (sono ichi)) - I ricordi di Kurapika (parte 2) (クラピカの回想 (その 2)?, Kurapika no kaisō (sono ni)) |                             |                             |